# 15752 Eluard
15752 Eluard (1992 BD2) là một tiểu hành tinh vành đai chính được phát hiện ngày 30 tháng 1 năm 1992 bởi E. W. Elst ở Đài thiên văn Nam Âu.